# Ruta departamental HV-100
La Ruta departamental HV-100 es una carretera peruana que recorre el departamento de Huancavelica. Tiene una longitud de 45.7 km afirmada. La carretera une la localidad de Izcuchaca con Pampas. La trayectoria de la carretera comienza con el Emp. PE-3S (Izcuchaca) - Acraquia - Ahuaycha - Emp. PE-3SD (Pampas).